# Aarhus Universitet Station
Aarhus Universitet Station, med undernavnet Ringgaden, er en letbanestation på Trøjborg i Aarhus. Stationen ligger på Randervej ved krydset med Nordre Ringgade. Stationen er anlagt midt på Randersvej og består af to sideliggende perroner. De er anbragt på hver sin side af krydset med en placering umiddelbart efter dette set i forhold til køreretningen. Adgang sker via fodgængerfelterne i krydset. På hver perron er der en kort overdækning med bænke og en rejsekort-billetautomat.
Omgivelserne er generelt præget af Aarhus Universitet og forskellige tilknyttede institutioner. Et skilt på stationen fortæller, hvordan universitet blev oprettet i 1928 og flyttede til det der nu hedder Universitetsparken i 1930'erne. Universitet har nu 42.000 studerende og 11.500 medarbejdere fordelt på dets forskellige afdelinger.
Strækningen mellem Aarhus H og Universitetshospitalet, hvor stationen ligger, åbnede den 21. december 2017. Mens letbanen blev bygget havde den arbejdsnavnet Rytterstenen Station, mens naboen Universitetsparken Station til gengæld hed Universitetet Station. Rytterstenen er et mindesmærke for Rytterfægtningen ved Aarhus, der fandt sted i området 31. maj 1849 som et led i Treårskrigen.